# AJAR
AJAR è una piattaforma Motorola per applicazioni software orientate ai telefoni cellulari per il mercato di massa.

## Storia
AJAR è nata nel 2002 come un'evoluzione di una precedente piattaforma applicativa TTPCom, usata da molti costruttori del settore mobile a cavallo tra la fine degli anni novanta e gli inizi del 2000.
Prima dell'acquisto da parte di Motorola, TTPCom aveva concesso in licenza AJAR ad alcuni importanti produttori di cellulari, di chip e ad aziende che si occupano di integrazione. Motorola era un cliente strategico di TTPCom e di conseguenza decise di acquistare la compagnia e le sue tecnologie nel 2006.

## Descrizione
AJAR combina una piattaforma completa per applicazioni, alcuni strumenti e una serie di applicazioni pre-integrate. AJAR rappresenta un singolo investimento per una serie di prodotti ed applicazioni utilizzabili su reti diverse (2G, 2.5G, EDGE, CDMA, 3G e HSDPA), su molteplici architetture (single processor, coprocessor, application processor) e diversi modelli di cellulari (candy bar, clamshell).